# ルーク・メイ
ルーク・メイ（Luke David Maye, 1997年3月7日 - ）は、アメリカ合衆国のプロバスケットボール選手。ノースカロライナ州ケーリー出身。ポジションはスモールフォワード / パワーフォワード。
弟はアメリカンフットボール選手のドレイク・メイ。

## 経歴
ケーリー (ノースカロライナ州)で生まれる。
ノースカロライナ大学では、2年時に当時の自身キャリアハイとなる17得点を記録し最優秀選手賞を獲得した。メイの活躍もありノースカロライナ大学は、2016-17シーズンに行われたNCAA男子バスケットボールトーナメントを制した。 3年時には1試合平均20.8得点、10.3リバウンドを最初の9試合で記録した。 4年時には年間最優秀選手など多くのタイトルを獲得した。 NBAドラフトには指名されなかったが、ミルウォーキー・バックスのメンバーとしてNBAサマーリーグに参加した。
2019年10月14日、ウィスコンシン・ハードと契約を結んだ。

### 欧州でのキャリア(2020-2024)
2020年7月18日、ドロミティ・エネルギア・トレントと契約を結んだ。このシーズンは1試合平均11.6得点、6リバウンド1.3アシストを記録した。

### 日本でのキャリア(2024-)

#### 茨城ロボッツ(2024)
そして2024年2月16日、茨城ロボッツに加入した。
合流後間もなく試合があったが、見事にアジャストし自身B.LEAGUE初戦は16得点10リバウンドのダブル・ダブルを達成した。

#### 名古屋ダイヤモンドドルフィンズ(2024-)
2024年6月28日、名古屋ダイヤモンドドルフィンズに加入。